# NGC 107
NGC 107 ist eine Balken-Spiralgalaxie vom Hubble-Typ SBbc im Sternbild Walfisch südlich der Ekliptik. Sie ist schätzungsweise 284 Millionen Lichtjahre von der Milchstraße entfernt und hat einem Durchmesser von etwa 75.000 Lichtjahren.
Im selben Himmelsareal befindet sich u. a. die Galaxie NGC 116.
Das Objekt wurde am 14. Januar 1866 von dem deutsch-baltischen Astronomen Otto Wilhelm von Struve entdeckt.